# Cantonul Beaumesnil
Cantonul Beaumesnil este un canton din arondismentul Bernay, departamentul Eure, regiunea Haute-Normandie, Franța.

## Comune
| Comune                     | Populație (1999) | Cod poștal | Cod INSEE |
| -------------------------- | ---------------- | ---------- | --------- |
| Ajou                       | 217              | 27410      | 27007     |
| La Barre-en-Ouche          | 791              | 27330      | 27041     |
| Beaumesnil                 | 562              | 27410      | 27049     |
| Bosc-Renoult-en-Ouche      | 139              | 27330      | 27088     |
| Épinay                     | 272              | 27330      | 27221     |
| Gisay-la-Coudre            | 233              | 27330      | 27283     |
| Gouttières                 | 177              | 27410      | 27292     |
| Grandchain                 | 225              | 27410      | 27296     |
| Les Jonquerets-de-Livet    | 264              | 27410      | 27356     |
| Landepéreuse               | 248              | 27410      | 27362     |
| Le Noyer-en-Ouche          | 200              | 27410      | 27444     |
| La Roussière               | 197              | 27270      | 27499     |
| Saint-Aubin-des-Hayes      | 112              | 27410      | 27513     |
| Saint-Aubin-le-Guichard    | 231              | 27410      | 27515     |
| Saint-Pierre-du-Mesnil     | 86               | 27330      | 27596     |
| Sainte-Marguerite-en-Ouche | 118              | 27410      | 27566     |
| Thevray                    | 175              | 27410      | 27628     |